# Клокачёв, Алексей Федотович

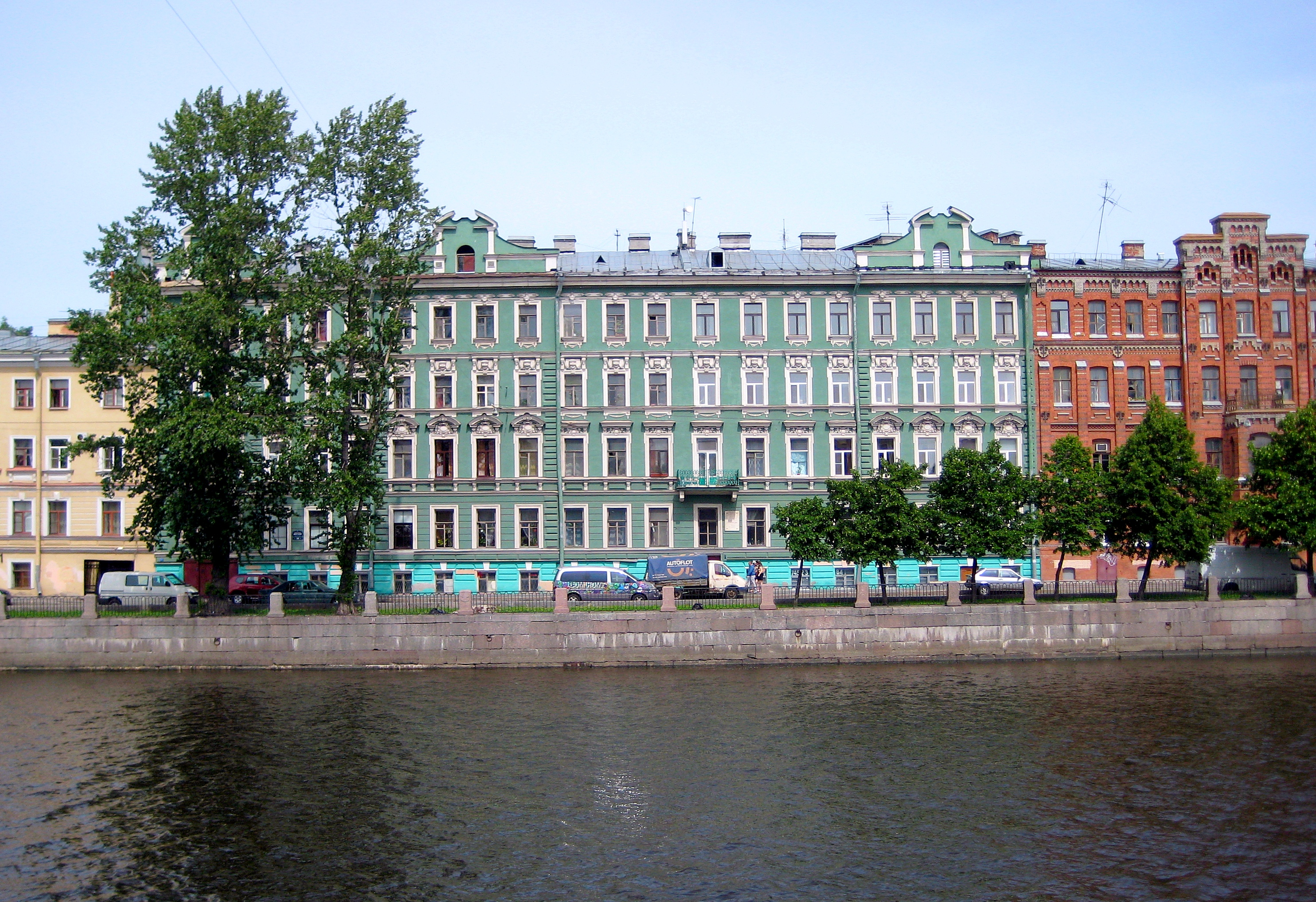
Доходный дом Клокачёва в Санкт-Петербурге

Алексе́й Федо́тович Клокачёв (1768 — 7 января 1823, Вологда) — русский вице-адмирал, государственный деятель Российской империи.

## Биография
Алексей Клокачёв родился в семье морского офицера Федота Алексеевича Клокачёва и в 1777 году был зачислен сержантом в лейб-гвардии Преображенский полк. В 1783 году был назначен в чине лейтенанта адъютантом к своему отцу.
В 1785—1788 годах совершил три компании в Балтийском море, а 1788 году был причислен к Морскому кадетскому корпуса.
После начала русско-шведской войны Клокачев участвовал на корабле «Память Евстафия» в Гогландском сражении, а в следующем году, командуя катером «Сокол» участвовал в Первом Роченсальмском сражении и за отвагу был произведен в чин капитан-лейтенанта с назначением командиром трофейного 32-пушечного фрегата «Автроил». В 1790 году, командуя шебекой «Селан-Вери» участвовал во Втором Роченсальмском сражении и попал в плен.
После заключения Верельского мирного договора Алексей Федотович вернулся из плена и в 1791 году командовал шебекой «Скорая». В 1792—1793 годах он командуя гребным фрегатом «Св. Александр» находился для описи и промеров в Финском заливе, а в 1793—1795 года командуя тем же фрегатом перевозил войска. В 1795—1796 годах командуя фрегатом «Ревель» в эскадре вице-адмирала П. И. Ханыкова ходил к берегам Англии и крейсировал в Северном море у голландского острова Тексель. В 1798 году в чине капитана 2-го ранга командовал 66-пушечным кораблем «Изяслав» в составе эскадры контр-адмирала П. К. Карцова. По пути спас команду затонувшего флагманского корабля «Принц Густав», за что в 1802 году был награждён орденом Св. Владимира 4-й степени. В 1799 году в чине капитана 1-го ранга крейсировал на «Изяславе» в Северном море и в том же году вернулся в Кронштадт. В 1800 году был награждён орденом Св. Иоанна Иерусалимского.
После воцарения императора Александра I был назначен заведующим придворными судами и в 1802 году командовал галеотами «Паллада» и «Церера». В том же году «за беспорочную выслугу 18-ти шестимесячных морских кампаний» был награждён орденом Св. Георгия 4-й степени. 12 января 1803 года был произведен в чин капитан-командора и назначен присутствовал в Адмиралтейств-коллегии. В компанию 1804 года снова командовал придворными судами.
1 января 1808 года Клокачёв был произведен в чин контр-адмирала с назначением феодосийским военным губернатором. В 1811 году был назначен начальником флотских команд при Архангельском порте, а 13 ноября 1813 года — командиром Архангельского порта. 31 июля 1819 года был произведен в вице-адмиралы.
17 марта 1820 года был назначен губернатором Архангельской, Олонецкой и Вологодской губерний.
За заслуги на административном поприще был награждён в 1816 году орденом Св. Анны 1-й степени, а в 1821 году орденом Св. Владимира 2-й степени.

## Память
В честь А. Ф. Клокачёва названы:
- мыс Клокачёва (Карское море, Новая Земля, мыс нанесён на карту в 1833 году П. К. Пахтусовым, им же было присвоено название мысу)[1];
- мыс Клокачёва (Тихий океан, побережье Северной Америки, архипелаг Александра, 57°24′ с.ш., 135°54′ з.д.)[1];
- остров Клокачёва (Тихий океан, побережье Северной Америки, архипелаг Александра, 57°25′ с.ш., 135°53′ з.д.)[1].